# 1480
Пізнє Середньовіччя •  Відродження •  Реконкіста •  Ганза •  Ацтецький потрійний союз •  Імперія інків

## Геополітична ситуація
Османську державу очолює Мехмед II Фатіх (до 1481). Імператором Священної Римської імперії є Фрідріх III. У Франції королює Людовик XI (до 1483).
Апеннінський півострів розділений: північ належить Священній Римській імперії, середню частину займає Папська область, південь належить Неаполітанському королівству. Могутніми державними утвореннями півночі є Венеційська республіка, Флорентійська республіка, Генуезька республіка та герцогство Міланське.
Кастилія і Леон та Арагонське королівство об'єдналися в Іспанське королівство, де правлять католицькі королі Фердинанд II Арагонський (до 1516) та Ізабелла I Кастильська (до 1504).
В Португалії королює Афонсо V (до 1481). Під владою маврів залишилися тільки землі на самому півдні Піренейського півострова.
Едуард IV є королем Англії (до 1483), королем Данії та Норвегії — Кристіан I (до 1481), Швецію очолює регент Стен Стуре Старший (до 1497). Королем Угорщини є Матвій Корвін (до 1490), а Богемії — Владислав II Ягелончик. У Польщі королює, а у Великому князівстві Литовському княжить Казимир IV Ягеллончик (до 1492).
Червона Русь — Руське Князівство (Галичина) входить до складу Польщі. Волинське князівство (Володимирське князівство) — Волинь належить Великому князівству Литовському.
Московське князівство очолює Іван III Васильович (до 1505).
На заході євразійських степів від Золотої Орди відокремилися Казанське ханство, Кримське ханство, Ногайська орда. У Єгипті панують мамлюки. У Китаї править династія Мін. Значними державами Індостану є Делійський султанат, Бахмані, Віджаянагара. В Японії триває період Муроматі.
У Долині Мехіко править Ацтецький потрійний союз на чолі з Ашаякатлем (до 1481). Цивілізація мая переживає посткласичний період. В Імперії інків править Тупак Юпанкі (до 1493).

## Події
- Відбулося стояння на Угрі, куди на зустріч військам Золотої Орди вийшли сили московського князя Івана Васильовича та кримського хана Менглі Герая. Битви не було — ординці відійшли. Московія звільнилася від татарського іга.
- Спроба турків захопити острів Родос завершилася невдало.
- Турецькі війська висадилися на Апеннінському півострові поблизу Отранто, захопили місто й стратили 800 християн, які відмовилися перейти в іслам.
- В умовах турецької загрози відбулося примирення між Флоренцією та Святим Престолом.
- У Мілані до влади прийшов Людовико Сфорца.
- Угорський король Матвій Корвін утретє пішов війною на імператора Фрідріха III, захопив Штирію та Зальцбург.

## Народились
- 18 квітня — Лукреція Борджа, герцогиня Феррари, покровителька поетів і вчених.
- Конрат Майт, німецький скульптор.